# Тверское наместничество

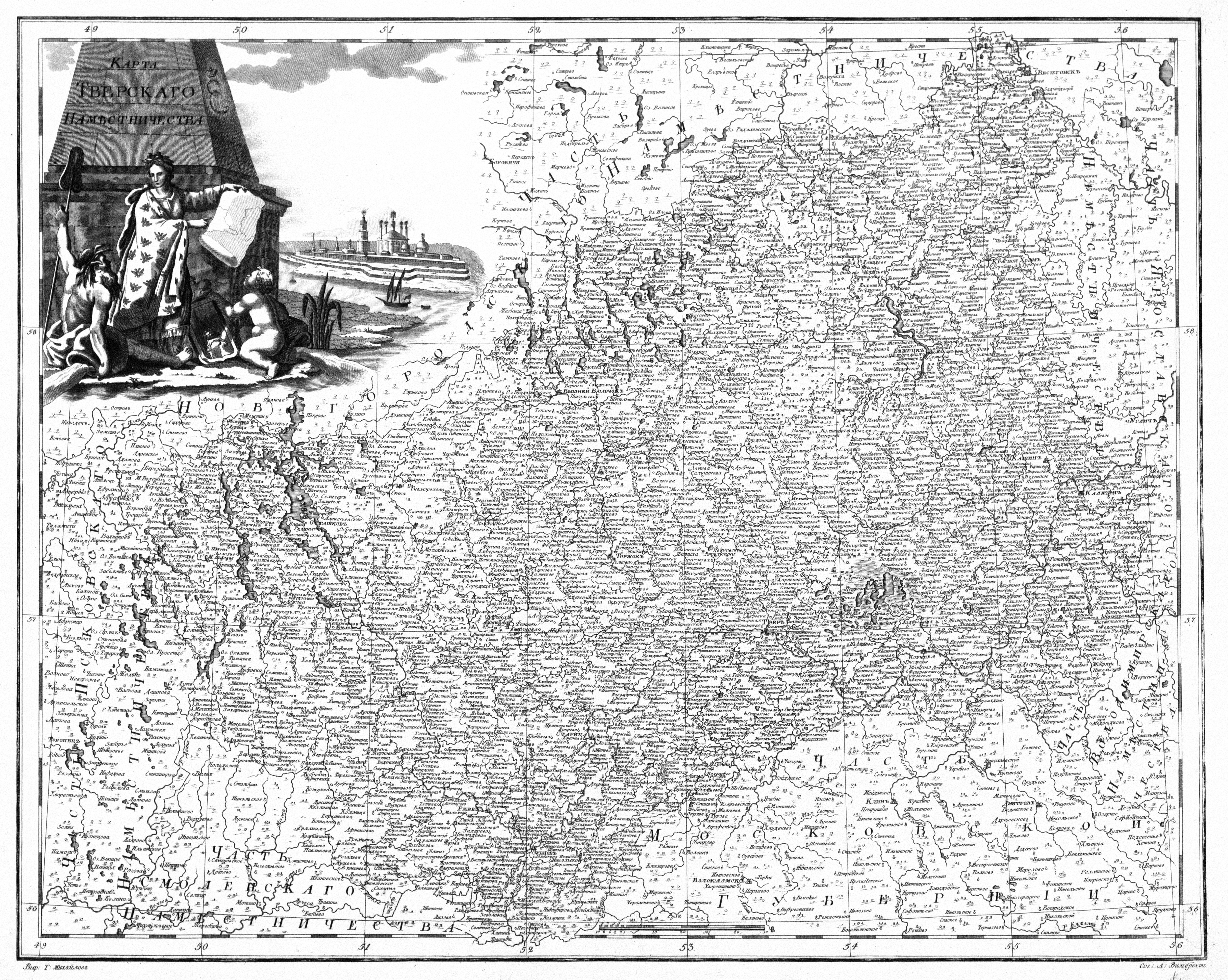
Карта Тверского наместничества (лист 15) из Российского атласа из сорока четырех карт состоящего и на сорок на два наместничества Империю разделяющего» (1792).

Тверское наместничество — административно-территориальная единица Российской империи, существовавшая в 1775—1796 годах. Центр — город Тверь.
Одно из двух первых наместничеств (вместе со Смоленским), образованных 25 ноября 1775 года в соответствии с указом Екатерины II «Учреждение для управления губерний Всероссийской империи».

В его состав вошли:
- из Новгородской губернии
  - вся Тверская провинция (Тверской, Новоторжский, Старицкий, Зубцовский, Ржевский, Осташковский уезды)
  - Вышневолоцкий уезд
  - часть Устюжно-Железопольского уезда (с.Весиегонское)
- из Московской губернии
  - Бежецкий и Кашинский уезды (Углицкая провинция).
  - части Дмитровского и Угличского уездов.

Образовано 4 новых уезда: Калязинский (1775), Краснохолмский (1776), Весьегонский (1778) и Корчевской (1781).
В 1796 году наместничество было преобразовано в Тверскую губернию. При этом были упразднены Весьегонский, Калязинский, Корчевской и Краснохолмский уезды.

## Руководители наместничества

### Генерал-губернаторы
- 12 декабря 1775 — 1781 — Яков Ефимович Сиверс
- 15 июня 1781 — 1784 — граф Яков Александрович Брюс (с октября 1781 по июнь 1782 года за отсутствием графа Брюса должность исправлял Павел Сергеевич Потёмкин)
- 3 сентября 1784 — 22 июня 1796 — Николай Петрович Архаров

### Правители наместничества
- 12 декабря 1775 — 1776 — Михаил Никитович Кречетников
- 31 августа 1776—1783 — Тимофей Иванович Тутолмин
- 25 апреля 1783—1784 — Пётр Васильевич Лопухин
- 5 августа 1785—1793 — Григорий Михайлович Осипов
- 1 апреля 1793—1796 — Игнатий Антонович Тейльс
- 29 декабря 1796 — 15 февраля 1797 — Александр Васильевич Поликарпов